# If You Can't Stand the Heat
If You Can't Stand the Heat je jedenácté studiové album britské rockové skupiny Status Quo, vydané v říjnu 1978 u vydavatelství Vertigo Records. Jeho producentem byl Pip Williams a nahráno bylo ve studiu Wisseloord Studios v nizozemském městě Hilversum. ALbum se umístilo na třetím místě v žebříčku UK Albums Chart.

## Seznam skladeb
| Pořadí | Název                      | Autor                           | Délka |
| ------ | -------------------------- | ------------------------------- | ----- |
| 1.     | Again and Again            | Rick Parfitt, Andy Bown, Lynton | 3:41  |
| 2.     | I'm Giving Up My Worryin'  | Francis Rossi, Frost            | 3:02  |
| 3.     | Gonna Teach You to Love Me | Alan Lancaster, Green           | 3:11  |
| 4.     | Someone Show Me Home       | Rossi, Frost                    | 3:49  |
| 5.     | Long Legged Linda          | Bown                            | 3:29  |
| 6.     | Oh, What a Night           | Parfitt, Bown                   | 3:46  |
| 7.     | Accident Prone             | Williams, Hutchins              | 5:08  |
| 8.     | Stones                     | Lancaster                       | 3:53  |
| 9.     | Let Me Fly                 | Rossi, Frost                    | 4:25  |
| 10.    | Like a Good Girl           | Rossi, Bob Young                | 3:26  |

## Obsazení
- Francis Rossi – sólová kytara, zpěv
- Rick Parfitt – rytmická kytara, zpěv
- Alan Lancaster – basová kytara, zpěv
- John Coghlan – bicí
- Andy Bown – klávesy
- Jacquie O'Sullivan – doprovodné vokály
- Stevie Lange – doprovodné vokály
- Joy Yates – doprovodné vokály
- The David Katz Horns